# Палмела (район)
Палмела (порт. Palmela) — район (фрегезия) в Португалии, входит в округ Сетубал. Является составной частью муниципалитета Палмела. Находится в составе крупной городской агломерации Большой Лиссабон. По старому административному делению входил в провинцию Эштремадура. Входит в экономико-статистический субрегион Полуостров Сетубал, который входит в Лиссабонский регион. Население составляет 16 115 человек на 2001 год. Занимает площадь 104,48 км².